# Susanna Moncayo
Susanna Moncayo von Hase (* in Buenos Aires) ist eine argentinische Mezzosopranistin.

## Leben
Moncayo hatte den ersten Gesangsunterricht bei ihrer Mutter. Im Alter von zehn Jahren wurde sie Mitglied des Kinderchores am Teatro Colón. Sechzehnjährig trat sie eine Saison lang in der Show De Antiguas Razas am Teatro Margarita Xirgu neben Jaime Dávalos, Antonio Berni, Domingo Cura, Marcelo Simón, Fortunato Ramos, Cari und Jaime Torres auf.
1979 ging sie nach Rom und studierte dort Gesang bei Giannella Borelli. Sie setzte ihre Ausbildung bei Elsa Cavelti in Basel und Ana Higueras und Felix Lavilla in Madrid fort und schloss sie bei Régine Crespin am Conservatoire de Paris mit einem Ersten Preis ab. Sie profilierte sich als Opern- und Oratoriensängerin, Kammermusikerin und Interpretin lateinamerikanischer Popularmusik.
Sie debütierte 1993 am Teatro Colón, wo sie u. a. in den Opern Rigoletto, L’Orfeo, Die Liebe zu den drei Orangen, Pelléas et Mélisande (mit Frederica von Stade), Lulu, Faust, Hoffmanns Erzählungen (mit Alfredo Kraus) und Carmen auftrat. An der Mailänder Scala debütierte sie in der Uraufführung der Oper Carillon von Aldo Clementi.
In Konzerten sang sie Schumanns Liederkreis am Teatro Colón, Mahlers Rückert-Lieder in der Tonhalle Zürich und Vokalwerke von Vivaldi am Istituto Vivaldi in Venedig. Sie trat u. a. mit der Dresdner Philharmonie, dem Netherlands Philharmonic Orkest, der Holland Symfonia, dem Orchestra Sinfonica Siciliana, dem Orquesta Filarmonica de Buenos Aires, der Camerata Bariloche, dem Orquesta Sinfonica Nacional de Argentina, dem Orchestre National des Pays de la Loire und dem Orchestre National de L’Isle de France auf und arbeitete mit Dirigenten wie Armin Jordan, Kurt Riedel, Zoltán Peskó, Stefan Lano, Jean Paul Penin und Christof Escher und Operndirektoren wie Oscar Araiz, Jorge Lavelli, Alfredo Arias, Stefan Braunschweig, Jacobo Romano und Peter Rinderknecht.
Mit Fernando Perez und Judith Mok trat Moncayo im Concertgebouw zur Hochzeit von Máxima und Kronprinz Willem-Alexander auf. Vier Jahre arbeitete sie im Duo mit dem Pianisten und Komponisten Oscar Alem und nahm mit ihm das Album Toda la Pampa mit Kompositionen Alems nach Texten von Hamlet Lima Quintana und Suma Paz auf. Ihr Album Desconcertada mit Samba-Arrangements von Quito Gato wurde für den Premio Gardel
nominiert.